# Phera gamezi
Phera gamezi är en insektsart som beskrevs av Nielson et Godoy 1995. Phera gamezi ingår i släktet Phera och familjen dvärgstritar.
Artens utbredningsområde är Costa Rica. Inga underarter finns listade i Catalogue of Life.